# クラテロス (マケドニア王)
クラテロス（希：Κρατερός, ラテン文字転記：Crateros, ? - 紀元前399年、在位：紀元前399年）は紀元前4世紀のマケドニア王である。
クラテロスは非王族であったが、アルケラオス1世の殺害によって王位に就いた。殺害の経緯に関しては複数の異なった証言があり、ディオドロスは狩の時に偶然射殺してしまったとしており、アリストテレスの記述ではクラテロスはアルケラオスの恋人であったが、かねて彼との関係を嫌がっており、アルケラオスがクラテロスに娘を与えるとの約束を反故しにたことを口実として殺害した。また、プラトンの伝えるところによると、クラテロスはアルケラオスに取って代わろうとし、彼を殺して王位に就いたが、3、4日王位にあっただけで他の者に謀殺された。

## 註
1. ↑  ディオドロス, XIV, 37
2. ↑  アリストテレス, 『政治学』, 1311b
3. ↑  プラトン, 『アルキビアデス II』, 141d